# رينزي فيليز
رينزي فيليز (بالإنجليزية: Rhenzy Feliz)‏، من مواليد 26 أكتوبر 1997 في ذا برونكس، نيويورك، هو ممثل ومغن أمريكي، اشتهر بلعب دور كاميلو مادريجال في فيلم الرسوم المتحركة بالكمبيوتر إنكانتو وأليكس وايلدر في المسلسل الأصلي الهاربون.
واعد فيليز الممثلة إيزابيلا جوميز في عام 2018.

## روابط خارجية
- رينزي فيليز على موقع IMDb (الإنجليزية)
- رينزي فيليز على موقع ميوزك برينز (الإنجليزية)
- رينزي فيليز على موقع ديسكوغز (الإنجليزية)
- رينزي فيليز على موقع قاعدة بيانات الفيلم (الإنجليزية)